# Kasbah
En kasbah ( arabisk: قَـصَـبَـة,  stavet casbah eller qasbah på engelsk, eller qasaba, gasaba og quasabeh, i Indien qassabah, på portugisisk alcáçova og i Spanien alcazaba) er en type medina eller fæstning (citadel).  Betydningen af ordet kasbah er  "befæstning", "gammelby", "vagttårn" eller "donjon". 

## Borg
I Marokko og på  Den Iberiske Halvø henviser den arabiske ordform kasbah ofte til flere bygninger i et kernetårn, et citadel eller flere strukturer bag en forsvarsmur. Det spanske ord alcazaba  er  beslægtet og navngiver den ligbende bygning i Andalusien eller det mauriske Spanien . På portugisisk udviklede det sig til alcáçova  . På catalansk resulterede udviklingen i alcassaba. En kasbah var et sted, hvor den lokale leder kunne bo og forsvare sig. En kasbah har høje mure, normalt uden vinduer. I Tanger blev de bygget på bakketoppe, så de lettere kunne forsvares. Nogle blev lagt ved indsejlingen til havne. En kasbah var tegn på rigdom. Da koloniseringen startede i 1830 i det nordlige Algeriet, var der kasbaher, der holdt i mere end 100 år. 

## Sprogvarianter
Ordet kasbah kan også bruges om den gamle del af en by og  har samme betydning som et medina . Nogle af de prominente eksempler på kasbah som en gammel by er Casbah of Algiers og Casbah of Dellys. På tyrkisk og urdu er ordet kasaba til en bosættelse, der er større end en landsby og mindre end en by. På serbokroatisk er kasaba (kyrillisk: касаба) betyder en uudviklet provinsiel lille by. I Indien er en qasbah en lille by med muslimske familier af rang.

## Vagttårn
I Al-Bahah- og Asir- provinserne i Saudi-Arabien og  Yemen betyder ordet "qasaba" normalt  et enkelt sten- eller klippetårn, enten som en del af et tårnhus eller et tårn alene på en bakketop eller kommandant over et område. Encyclopædia Britannica definerer det som: "Gamle qasaba ("tårne") fundet i provinsen blev brugt som udsigter eller kornlade." En anden bog beskriver disse tårne: ”Tilsyneladende unik for Asir-arkitekturen er qasaba-tårnene. Nogle hævder, at de blev bygget til udkig, og andre at de var kernetårne eller til korn. Måske er det en kombination, selvom den rette placering af en vagttårn på en bjergtop er det forkerte sted til kornlager. "  Arkæologer har fundet billeder af lignende tårne i ruinerne af Qaryat al-Fāw, i Rub 'al-Khali eller det tomme kvarter i Saudi-Arabien, der stammer fra det 3. århundrede f.Kr. til det 4. århundrede e.Kr. ”Huse på to etager, understøttet af stenmure, næsten to meter (6 '), der kan prale af indlagt vand og latriner på anden sal. Et iøjnefaldende vægmaleri afbilder svagt et tårnhus i flere etager med personer i vinduerne: Det ligner boliger i Yemen og det sydlige Saudi-Arabien . ”De fleste qasabas har en cirkulær plan, mens nogen er firkantede. Nogle  har et bånd af kvartssten lige under vinduerne eller om vinduerne - et godt bevaret eksempler er øverst på Wadi Ain. Resterne af en martellotårn-lignende stenstruktur ligger lige ved jordvejen nord for Al-Masnah. Den ser ud til at være en interessant forgænger for Asir- bondegården og måske tæt forbundet med qasabaen. Den ligger i ruiner nu, men var engang bolig og stærkt defensiv."  En beretning siger om en traditionel landsby i Al-Bahah i Saudi-Arabien: ”Selv vejen, der fører til landsbyen, er imponerende og adskillige historiske sten- og skifertårne ligger spredt langs vejen. Al-Bahah-provinsen er kendt som regionen med 1001 tårne, engang bygget til at beskytte landsbyer, veje og plantager fra rivaliserende stammer. I dag er disse tårne forladt, og mange af dem er delvist eller helt i ruiner. " 